# My Blue Heaven (Nederlandse film)
My Blue Heaven is een Nederlandse film uit 1990 van Ronald Beer. De film is gebaseerd op een scenario van hemzelf. Het gaat over een Indische familie die in de jaren 60 emigreert naar Nederland en aldaar aanvankelijk niet wordt geaccepteerd.

## Verhaal
Nadat Indonesië onafhankelijk is geworden migreren veel Indonesiërs naar Nederland. De familie Benoit besluit een Indisch restaurant te gaan openen. De Indonesiërs zijn niet zo geliefd bij de Nederlanders; zij vinden dat zij dom en lui zijn. In eerste instantie wordt er lacherig over de opening van het restaurant gedaan. Wanneer blijkt dat het restaurant klanten begint aan te trekken en de plaatselijke snackbar klanten dreigt te verliezen wordt men vijandiger. Tot overmaat van ramp wordt de zoon van de snackbarhouder verliefd op de Indonesische dochter van de restauranthouder.

## Rolverdeling
| Acteur                   | Personage             |
| ------------------------ | --------------------- |
| Ruud de Wolff            | Paatje                |
| Ivon Pelasula            | Brenda Benoit         |
| Koen Wauters             | Hans van de Broeck    |
| Bo Bojoh                 | Maatje                |
| Leen Jongewaard          | vader Van de Broeck   |
| Michel Sorbach           | Boetie                |
| Angélique Corneille      | Bella                 |
| Remco Djojosepoetro      | Hannies               |
| Victor Reinier           | Mickey                |
| Con Meijer               | Meijer                |
| Edda Barends             | mevrouw Van de Broeck |
| Bert Luppes              | Leen                  |
| Tatjana Šimić            | Suzy                  |
| Julius Wendrich          | Ko                    |
| Bert André               | meneer Koopmans       |
| Herman Hefkamp           | meneer Zoet           |
| Carola Gijsbers van Wijk | mevrouw Koopmans      |
| Hans Beijer              | schooldirecteur       |
| Hans van den Berg        | Dhr. Pot              |
| Simone Dresens           |                       |
| Wil Zuidema              | Tante Sjaan           |
| Karla Wildschut          | Tante Toos            |
| Ineke Cohen              | Juf Gaastra           |
| Matijs Jansen            | Remy                  |
| Bob Goedhart             |                       |
| Koos Elferink            |                       |
| Nico Schaap              |                       |
| Pier van Brakel          |                       |
| Tim Beekman              |                       |
| Duck Jetten              | Mw. Wang              |
| Ronald Beer              | Dhr. Wang             |
| Job van As               | Leider Buikschuivers  |
| Steve Wong               |                       |
| Yuri Wong                |                       |
| Vincent Stoof            |                       |
| Edwin Bakker             |                       |
| Yvette Valkering         |                       |